# 董彦平

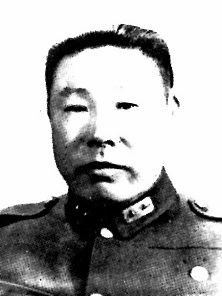

董 彦平（とう げんぺい、中国語: 董彦平; 拼音: Dŏng Yànpíng; ウェード式: Tung Yen-p'ing、1896年（清光緒22年） - 1976年（民国81年）11月5日）は、中華民国（台湾）の軍人・政治家。旧名は芝芳。字は佩青。内モンゴルホルチン右翼前旗（現在の吉林省洮南市）の人。

## 事績
1918年（民国7年）春、日本に留学し、1921年に明治大学で法学士の学位を獲得した。帰国後は東三省陸軍講武堂第5期で学び、1925年（民国14年）に卒業している。1927年冬、再び日本に留学し、陸軍大学校で学び、1930年に卒業した。帰国後は東北辺防軍司令長官公署軍事秘書に任命されている。
1931年（民国20年）11月、天津戒厳司令部参謀長に任ぜられ、さらに第105師参謀長に転じている。1935年（民国24年）秋、第105師第1旅少将旅長に昇進、1937年（民国26年）には第49軍副軍長となった。日中戦争（抗日戦争）が勃発すると、滄州会戦や上海防衛戦に参戦している。その後、軍訓部で検閲主任や督訓処長を務め、さらに第11集団軍総司令部参謀長に移った。日中戦争終結後の1945年（民国34年）8月、軍事委員会委員長東北行営副参謀長兼駐ソ軍事代表団団長となった。1946年（民国35年）冬に制憲国民大会代表、1947年（民国36年）冬に行憲国民大会代表に選出されている。1948年（民国37年）2月、安東省政府主席に任ぜられ、同年5月には東北行轅政務委員会委員となる。
国共内戦で中国国民党が敗北すると、董彦平は台湾に逃れた。台湾でも引き続き国民大会代表を務め、後に中華学術院東北研究所所長となる。また、国民党中央政策委員会副秘書長や中央党務顧問も歴任した。1976年（民国65年）11月5日、台北市にて死去。享年81。

## 注
1. 1 2 3  徐主編（2007）、1967頁。
2. ↑  劉国銘主編（2005）、2257頁。
3. ↑  劉国銘主編（2005）、2257-2258頁。
4. ↑  劉国銘主編（2005）、2258頁。